# Куп домаћих нација 1888.
Куп домаћих нација 1888. (службени назив: 1888 Home Nations Championship) је било 6. издање овог најелитнијег репрезентативног рагби такмичења Старог континента.
Прво место су поделили Ирци, Велшани и Шкотланђани.

## Такмичење
Велс - Шкотска 1-0
Ирска - Велс 2-0
Шкотска - Ирска 1-0

## Табела
|   | Селекција                    | ИГ | Д | Н | И | ПД | ПП | ПР | Б |  |
| - | ---------------------------- | -- | - | - | - | -- | -- | -- | - |  |
| 1 | Рагби репрезентација Ирске   | 2  | 1 | 0 | 1 | 2  | 1  | +1 | 2 |  |
| 1 | Рагби репрезентација Шкотске | 2  | 1 | 0 | 1 | 1  | 0  | +1 | 2 |  |
| 1 | Рагби репрезентација Велса   | 2  | 1 | 0 | 1 | 0  | 2  | -2 | 2 |  |